# Форсселиус, Элизабет
Элизабет Форсселиус (швед. Elisabeth Forsselius, полное имя Gertrud Elisabeth Forsselius, урождённая Forssell; 1771—1850) — шведская оперная певица и актриса.
Из-за своей миниатюрной внешности до конца карьеры часто играла роли мальчиков и девочек-подростков.

## Биография
Родилась 23 января 1771 года в семье помощника юриста Якоба Форссела (ум. 1807) и его жены Анны Магдалены Шиландер (1778—1848); приходилась старшей сестрой оперной певице Густаве Ребеке Форселл (1772—?), дебютировавшей 12 декабря 1786 года в роли Перетты в опере «Два охотника и молочница» («De två jägarna och mjölkflickan») в Театре Стенборга.
Элизабет Форсселиус вышла замуж 7 октября 1787 года в Стокгольме за музыканта Иоганна Христиана Фридриха Хеффнера. В 1807 году развелась и в 1808 году во второй раз вышла замуж за оперного певца Йохана Якоба Фальгрена, который был учеником её первого мужа.
В 1783 году Элизабет поступила в качестве студента в Королевскую шведскую оперу, и там же продолжила свою карьеру с небольшими перерывами до 1810 года. В 1785—1787 годах работала в Театре Стенборга, где дебютировала в брючной роли пастуха Колина, выступая вместе с Маргаретой Софией Лагерквист в пасторальной оперетте «Klockan».
Форсселиус была приглашена в 1787 году Адольфом Фредриком Ристеллом в его театр, находящийся в здании Stora Bollhuset, вместе с Шарлоттой Нойман и Луизой Гёц-Реми. В следующем году театр Ристелла был преобразован в драматический. Когда через год театр обанкротился и Ристелл бежал из страны, спасаясь от кредиторов, а король Швеции Густав III преобразовал театр в Королевский драматический театр. В театре был сформирован совет директоров, который работал до 1803 года; Элизабет Форсселиус была членом совета.
Элизабет Форсселиус считалась прекрасной актрисой, особенно в комедии. Как и Луиза Гёц-Реми, она часто играла второстепенные роли, а также брючные роли, тем не менее её игру называли «превосходной». Проработав в Королевской шведской опере по 1810 год, она вышла в этом же году на пенсию.
В числе её успешных ролей: Анна в «Siri Brahe och Johan Gyllenstierna» (1788 и 1790); заглавная роль в «Minna von Barnhelm» Лессинга (1793); Сидония в «Армиде» Глюка (1786—1787); Исмена в «Электре» Хеффнера (1787—1788); Делиа в «Soliman II eller de tre sultaninnorna» Фавара (1789—1790); Реальность в Alcides inträde i världen Хеффнера (1793—1794); Армида в «Renaud» Хеффнера (1800—1801) и маркиза в «Гризельде» Фридриха Гальма (1809—1810).
Умерла Элизабет Форсселиус 15 февраля 1850 года.